# コミュニケイション (高橋瞳の曲)
「コミュニケイション」は、日本の歌手・高橋瞳の4枚目のシングル。2006年7月12日にgr8! recordsから発売された。

## 解説
前作「青空のナミダ」から約8か月ぶりのシングル。
今作から8枚目のシングル『強くなれ』まで、元JUDY AND MARYのTAKUYAがプロデュースを務めた。
3曲目の『素晴らしきこの世界』はTHE 真心ブラザーズの9枚目のシングル『自転車に乗って』（1993年10月1日発売）のカップリング曲のカバー。

## 収録曲
1. コミュニケイション
  - 作詞：高橋瞳/渡邊亜希子 作曲/編曲：TAKUYA
  - NTV系「音楽戦士 MUSIC FIGHTER」7月エンディング・テーマ。
2. sunshine
  - 作詞：april pool 作曲/編曲：TAKUYA
3. 素晴らしきこの世界
  - 作詞/作曲：倉持陽一 編曲：五十嵐宏治
4. コミュニケイション -Instrumental-

## 収録アルバム
- Bamboo Collage（#1）